# Assan Ouédraogo
Forzan Assan Ouédraogo (Mülheim an der Ruhr, 9 mei 2006) is een Duits voetballer met Burkinese roots die onder contract ligt bij Schalke 04.

## Clubcarrière
Ouédraogo sloot zich in 2014 aan bij de jeugdopleiding van Schalke 04, dat hem toen overnam van TuS Union 09 Mülheim. In november 2022 ondertekende hij een contract tot medio 2027 bij de club. In het seizoen 2022/23 kwam Ouédraogo, die in het seizoen daarvoor kampioen werd met de U17, op zijn zestiende uit voor de U19-ploeg van Schalke.
Tijdens de voorbereiding op het seizoen 2023/24 scoorde Ouédraogo in de oefenwedstrijden tegen 1. FC Bocholt en Górnik Zabrze. Op 28 juli 2023 maakte hij zijn officiële debuut in het eerste elftal van de club: op de openingsspeeldag van de 2. Bundesliga liet trainer Thomas Reis hem starten tegen Hamburger SV. Schalke 04 verloor met 5-3, ondanks een doelpunt van Ouédraogo in de 22e minuut. Ouédraogo, die bij zijn debuut 17 jaar en 80 dagen oud was, verbrak in zijn debuutwedstrijd meteen twee clubrecords: de middenvelder onttroonde Volker Abramczik (17 jaar en 95 dagen op 30 augustus 1981) als jongste Schalke-speler ooit in een officiële wedstrijd en Julian Draxler (17 jaar en 127 dagen op 25 januari 2011) als jongste doelpuntenmaker ooit voor Schalke.

## Clubstatistieken
| Seizoen         | Club            | Land               | Competitie      | Competitie | Competitie | Beker | Beker | Supercup | Supercup | Europees | Europees | Totaal | Totaal |
| Seizoen         | Club            | Land               | Competitie      | Wed.       | Dlp.       | Wed.  | Dlp.  | Wed.     | Dlp.     | Wed.     | Dlp.     | Wed.   | Dlp.   |
| --------------- | --------------- | ------------------ | --------------- | ---------- | ---------- | ----- | ----- | -------- | -------- | -------- | -------- | ------ | ------ |
| 2023/24         | Schalke 04      | Vlag van Duitsland | 2. Bundesliga   | 10         | 1          | 0     | 0     | —        | —        | —        | —        | 10     | 1      |
| Carrière totaal | Carrière totaal | Carrière totaal    | Carrière totaal | 10         | 1          | 0     | 0     | 0        | 0        | 0        | 0        | 10     | 1      |

Bijgewerkt op 23 oktober 2023.

## Interlandcarrière
Ouédraogo nam in 2023 met Duitsland –17 deel aan het EK onder 17 in Hongarije. Duitsland won het toernooi, Ouédraogo ontbrak enkel in de derde groepswedstrijd tegen Schotland. Ouédraogo was eenmaal trefzeker op het EK: in de 3-5-zege tegen Polen in de halve finale scoorde hij het vierde Duitse doelpunt.

## Privé
- Assan is de zoon van Alassane Ouédraogo, die door Sporting Charleroi naar Europa werd gehaald en vervolgens jarenlang in Duitsland voetbalde.[8][9]